# Ghat (Libia)
Ghat (en árabe: غات‎ Ġāt) es una ciudad al suroeste de Libia, cerca de la frontera con Argelia. Es cabecera del distrito homónimo. 

## Clima
| Parámetros climáticos promedio de Ghat (1961-1990)                                                | Parámetros climáticos promedio de Ghat (1961-1990) | Parámetros climáticos promedio de Ghat (1961-1990) | Parámetros climáticos promedio de Ghat (1961-1990) | Parámetros climáticos promedio de Ghat (1961-1990) | Parámetros climáticos promedio de Ghat (1961-1990) | Parámetros climáticos promedio de Ghat (1961-1990) | Parámetros climáticos promedio de Ghat (1961-1990) | Parámetros climáticos promedio de Ghat (1961-1990) | Parámetros climáticos promedio de Ghat (1961-1990) | Parámetros climáticos promedio de Ghat (1961-1990) | Parámetros climáticos promedio de Ghat (1961-1990) | Parámetros climáticos promedio de Ghat (1961-1990) | Parámetros climáticos promedio de Ghat (1961-1990) |
| Mes                                                                                               | Ene.                                               | Feb.                                               | Mar.                                               | Abr.                                               | May.                                               | Jun.                                               | Jul.                                               | Ago.                                               | Sep.                                               | Oct.                                               | Nov.                                               | Dic.                                               | Anual                                              |
| ------------------------------------------------------------------------------------------------- | -------------------------------------------------- | -------------------------------------------------- | -------------------------------------------------- | -------------------------------------------------- | -------------------------------------------------- | -------------------------------------------------- | -------------------------------------------------- | -------------------------------------------------- | -------------------------------------------------- | -------------------------------------------------- | -------------------------------------------------- | -------------------------------------------------- | -------------------------------------------------- |
| Temp. máx. abs. (°C)                                                                              | 28.9                                               | 33.9                                               | 37.2                                               | 42.2                                               | 43.9                                               | 49.4                                               | 51.7                                               | 46.7                                               | 46.1                                               | 39.4                                               | 37.2                                               | 36.1                                               | 51.7                                               |
| Temp. máx. media (°C)                                                                             | 19.5                                               | 23.5                                               | 27.7                                               | 34.2                                               | 38.2                                               | 40.5                                               | 39.7                                               | 39.3                                               | 37.1                                               | 32.7                                               | 26.9                                               | 21.0                                               | 31.7                                               |
| Temp. media (°C)                                                                                  | 11.5                                               | 15.0                                               | 19.3                                               | 25.7                                               | 30.3                                               | 32.6                                               | 32.2                                               | 32.0                                               | 29.8                                               | 25.2                                               | 19.2                                               | 13.1                                               | 23.8                                               |
| Temp. mín. media (°C)                                                                             | 3.5                                                | 6.4                                                | 10.9                                               | 17.2                                               | 22.4                                               | 24.7                                               | 24.6                                               | 24.6                                               | 22.4                                               | 17.6                                               | 11.4                                               | 5.2                                                | 15.9                                               |
| Temp. mín. abs. (°C)                                                                              | -0.6                                               | 0                                                  | 3.3                                                | 5                                                  | 15.6                                               | 18.9                                               | 18.9                                               | 17.8                                               | 16.7                                               | 12.2                                               | 3.9                                                | -0.6                                               | -0.6                                               |
| Lluvias (mm)                                                                                      | 1.1                                                | 0.3                                                | 0.9                                                | 0.5                                                | 0.5                                                | 1.1                                                | 0                                                  | 0.1                                                | 0.6                                                | 0.2                                                | 0.4                                                | 0.7                                                | 6.4                                                |
| Días de lluvias (≥ 1 mm)                                                                          | 0.3                                                | 0.2                                                | 0.3                                                | 0.2                                                | 0.5                                                | 0.4                                                | 0                                                  | 0.1                                                | 0.4                                                | 0.2                                                | 0.1                                                | 0.3                                                | 3                                                  |
| Humedad relativa (%)                                                                              | 29                                                 | 21                                                 | 15                                                 | 12                                                 | 8                                                  | 6                                                  | 10                                                 | 10                                                 | 12                                                 | 17                                                 | 31                                                 | 38                                                 | 17                                                 |
| Fuente n.º 1: World Weather Information Service (Temperaturas medias y precipitación) (en inglés) |                                                    |                                                    |                                                    |                                                    |                                                    |                                                    |                                                    |                                                    |                                                    |                                                    |                                                    |                                                    |                                                    |
| Fuente n.º 2: Weatherbase (Temperaturas récord y humedad) (en inglés)                             |                                                    |                                                    |                                                    |                                                    |                                                    |                                                    |                                                    |                                                    |                                                    |                                                    |                                                    |                                                    |                                                    |